# Пидиджая
Пидиджая (индон. Pidie Jaya) — округ в провинции Ачех. Административный центр — город Мёрёду.

## История
Округ был выделен в 2007 году из округа Пиди.

## Население
Согласно переписи 2008 года, на территории округа проживало 139 779 человек.

## Административное деление
Округ Пидиджая делится на следующие районы:
- Бандар-Дуа
- Бандар-Бару
- Джангка-Буя
- Мёрах-Дуа
- Мёрёду
- Панте-Раджа
- Триенггаденг
- Улим